# Camp militaire Ketele
Le Camp militaire de Ketele est un centre d'entraînement des Forces armées de la république démocratique du Congo (FARDC), situé dans la commune de la Makiso, à Kisangani, sur la route nationale N°4, à une dizaine de kilomètres de l'Aéroport international de Kisangani Bangoka.

## Histoire
Il est baptisé au mon du  Sergent camps Ketele en souvenir d’un congolais ayant donné sa vie pour la Belgique en 1916. Ce camp a été inauguré en 1935 et abritait jadis la troisième compagnie d’Artillerie et d’Infanterie, précise l’historien Jules OKETE LONGE WATUKU.

## Divertissements et loisirs
En septembre 2022, la première édition du tournoi inter camps militaires s'est clôturé en beauté, le dimanche 11 septembre 2022 au terrain du camp sergent Ketele, dans une finale qui a opposé Galaxy du camps Ketele et l'équipe du camp Katako.
Plusieurs autorités de la ville ont assisté à cette messe sportive, entre autres le président de l'entente urbaine de football de Kisangani (EUFKIS) Toto Mulowe avec son secrétaire Guyalain Moweni, le commandant de 31ème région militaire, général William Balengela ainsi que le colonel Kalulu.

## Défis fonciers
En mars 2019, plus de familles habitant le quartier commercial derrière le camp militaire Sergent Ketele, dans la commune Makiso, a été délogée de force par les militaires FARDC depuis le samedi 02 mars 2019. Le commandement de la 31ème région militaire indique que l’ordre d’opérer ce délogement est venu de ses supérieurs hiérarchiques, dans l’objectif de reconstruire ce camp. Des familles qui ont été chassées des maisons qu’elles occupaient affirment pourtant détenir des titres fonciers acquis en bonne forme. Des militaires FARDC étaient là au moment où nous parlons. La majorité de la population est déjà dehors, s’est plaint un habitant du site.
Le commandant de la 31ème région militaire, le général de brigade Alembiya Atepezia Nzambe interrogé sur le déroulement de cette opération, il a estimé que « qui construit dans la parcelle d’autrui, construit pour autrui ». Selon ce dernier, toutes ces familles vivant aux alentours du camp sergent Ketele ont été instruites de quitter cet endroit depuis 2015. Il souligne que le terrain visé fait partie du domaine militaire. C’est la deuxième opération du genre après celle des alentours de l’aéroport militaire de Simi Simi en septembre 2016,.
Depuis, l'époque de Constant Lomata,en passant par Louis-Marie Walle Lufungula jusqu'à Madeleine Nikomba Sabangu, y compris toutes les descentes effectuées, jusqu'à présent, la population patiente toujours l'exécution de rapport de commission "ad hoc". Cette population patiente toujours l'exécution du rapport de commission ad hoc, ce dossier est à la base des troubles réguliers menés par les enfants des déguerpis dans ce coin de la ville.
cette commission avait repéré des bornes limites laissées par des Belges dans les premières du Camp des travailleurs de la société Tabacongo aujourd'hui camp sergent Ketele,.
Le camp sergent Ketele dans la commune de Makiso sont répartis en deux (2) parties entre les  militaires et les populations civiles, suivant les conclusions de la commission instituée à cet effet par l’autorité provinciale, il s'agit des quarante-neuf (49) hectares.